# パク・シネ
パク・シネ（박 신혜、1990年2月18日 - ）は、韓国の女優。身長168cm。S.A.L.T. ENTERTAINMENT所属。
夫は俳優のチェ・テジュン。

## 来歴
- 2003年、イ・スンファンのMV「花」でデビュー。同年、テレビドラマ『天国の階段』でチェ・ジウの子供時代を演じる。
- 中国で発売されている『EASYマガジン』のホームページで毎月実施されている人気投票で、2009年12月から7カ月連続1位[4]。
- 2009年のドラマ『美男ですね』にチャン・グンソク、チョン・ヨンファ、イ・ホンギとともに出演し、日本でもリメイク（『美男ですね（日本リメイク版）』）されたほど人気を集めた。また、2012年には台湾版（『美男<イケメン>ですね～Fabulous★Boys』）が放送されるなどして第1話にスペシャルゲストとして出演した。（日本版にはチャン・グンソクがスペシャルゲストとして出演した）
- 2011年7月18日、交通事故に遭う。「周りに心配をかけないように大きな事故ではなかったと伝えたが、実は廃車になったほどで、耳の辺りも12針縫うほどの事故だった」と2012年12月に収録された『強心臓』で告白した。
- 2011年10月14日、ペ・ヨンジュンの日本所属事務所として知られているIMXとエージェント契約を結んだ。
- 所属事務所の意向により、日本での公式な名前表記を"パク・シンヘ"に変更していた時期がある[5]。2010年11月25日発売の『美男＜イケメン＞ですね 公式ガイドブック Vol.2』と2011年4月22日発売の『美男＜イケメン＞ですね デラックス版 Blu-ray BOX』の帯にはそのように表記されたが、2011年10月19日に開設された日本公式サイトや、後に日本で放送・DVD発売された出演作のクレジットには従来通り“パク・シネ”と表記されている。
- 2012年2月、ソウルでのファンミーティングで自ら作曲したサプライズプレゼントを公開した。ステージの上でギターを演奏しながら、ファンのために作った曲を披露した。
- 2012年4月、光州球場で行われた「2012 Paldoプロ野球」起亜タイガースと三星ライオンズとの試合で、始球式を務めた。
- 2013年、映画『7番房の奇跡』（監督：イ・ファンギョン）に出演。観客動員数1000万人突破を記念し、特別ポスターを公開した。
- 2013年12月、SBS演技大賞で、出演したドラマ『相続者たち』で優秀演技賞、10大スター賞、イ・ミンホとともにベストカップルを受賞。また、中国で開かれた授賞式ではキム・ウビンとともに海外最高人気アーティスト賞を受賞。
- 2014年5月、イタリアブランドBRUNO MAGLIとコラボレーションし、自身がデザインしたバッグを雑誌で披露した。デザインした「STELLA SSINZ BAG」は自身のグローバルニックネームである「SSINZ」からインスピレーションを得て考えられた名前でその意味を加え、既存のBRUNO MAGLIが披露したモダンでクラシックなデザインを越えてさらに大胆でシックなスタイル。このバッグは約10億ウォンと好調な売上を記録した。
- 2014年12月、SBS演技大賞で、出演したドラマ『ピノキオ』で中編ドラマ最優秀演技賞、10大スター賞、イ・ジョンソクとともにベストカップルを受賞。
- 2015年3月、日本オフィシャルファンクラブがリニューアルオープンした。
- 2015年3月、グラビア雑誌『ceci』の韓国、中国、タイ版の表紙を同時に飾る。
- 中国版ツイッターの新浪微博（ウェイボー）のフォロワー数が1100万人突破（2017年4月現在）
- 2015年6月、『名簿公開2015』（tvN）で「家計を助けたスターたちの驚くべき親孝行」の第7位に選ばれた。
- 2015年12月、 香港のアジアワールドエキスポで開催されたMnet Asian Music Awards（MAMA）のレッドカーペットイベントに参加。
- 2016年2月、 8年かけて中央大学校演劇映画科を卒業。中央大学校の芸能人広報大使として活動した功績が認められ、少女時代のスヨン、ユリとともに奉仕功労賞を受けた[6]。
- 2016年11月、「2016 Asia Artist Awards」にてドラマ部門ベストアーティスト賞を受賞した[7]。
- 2017年6月10日から「2017 Park Shin Hye Asia Tour Flower of Angel」というファンミーティングでアジアツアーを開催。この収益は全額寄付される[8]。
- 2022年1月22日、俳優チェ・テジュンと結婚式を執り行った。
- 202３〜2024年、アジアツアー「Memory of Angel」をソウル、バンコク、台北、東京にて開催。

## 人物・交遊関係
- ギター、水泳、スキー、スノーボード、ウェイクボード、サイクリング、音楽鑑賞、フラワーアレンジメント、乗馬など多趣味。
- ファンミーティングでダンスを披露するなどの才能もある。
- 2012年7月、日本で開かれたドラマ「オレのことスキでしょ。」のファンミーティングで伽耶琴（カヤグム）演奏を披露した。
- 2013年、フィリピンでスキューバダイビングのライセンスを取得。
- 友人は男女問わず多い。instaxminiで一緒に広告モデルを務めたパク・セヨン、ドラマ「美男ですね」で共演したチャン・グンソク、チョン・ヨンファ（CNBLUE)、イ・ホンギ(FTISLAND)、他に2013年のSBSドラマ「相続者たち」で共演したカン・ハヌルとは大学同級生。その他同級生にキム・ボム、コ・アラ、キム・ソウン[9]などがいる。
- 2021年11月23日、2017年から交際していた俳優のチェ・テジュンと2022年1月22日に結婚することを発表[3]。また、妊娠中であることも明らかにした[3]。2022年5月31日、第一子となる男児が誕生した[10]。

## 出演作品

### ドラマ
- 天国の階段（2003年、SBS） - チョンソの子供時代
- ベリーメリークリスマス（2004年、MBC）
- ひとりじゃない（2004年、SBS）
- 最初の車を待って（2004年、KBS）
- カワイイか狂うか（2005年、SBS）
- 私のあしながおじさん（2005年、KBS）
- 笑顔の記憶（2005年、MBC）
- ソウル1945（2006年、KBS） - チェ・グミ 役
- 天国の樹（2006年、SBS） - ハナ 役
- 新パパは29歳（2006年、KBS） - ソンダイン 役
- 宮S -Secret Prince-（2007年、MBC） - シン・セリョン 役
- わたしたちをの幸せにといういくつかの質問（2007年、KBS） - ヒョンジ 役
- カクテキ〜幸せのかくし味〜（2007年、MBC） - チャン・サヤ 役
- 飛天舞（2008年、SBS） - アリス 役
- 美男＜イケメン＞ですね（2009年、SBS） - コ・ミナム／ミニョ 役
- 明日に向かってハイキック（2009年、MBC） - 第119話にヘリの成長後でカメオ出演
- 僕の彼女は九尾狐＜クミホ＞（2010年、SBS） - 第6話にコ・ミニョとしてカメオ出演
- ハヤテのごとく！〜美男＜イケメン＞執事がお守りします〜（2011年、GTV） - 三千院ナギ 役[11]。
- オレのことスキでしょ。（2011年、MBC） - イ・ギュウォン 役
- 心配しないで、オバケです（2012年、KBS） - キム・ヨナ 役
- 美男＜イケメン＞ですね（2012年、台湾） - コ・ミナム／ミニョ 役（第1話にスペシャルゲストとして出演）
- ドラマの帝王（2012年、SBS） - カメオ出演
- となりの美男＜イケメン＞（2013年、tvN） - コ・ドンミ 役
- 相続者たち～王冠を被ろうとする者、その重さに耐えろ～（2013年、SBS） - チャ・ウンサン 役[12]
- ピノキオ（2014年-2015年、SBS） - チェ・イナ 役
- ドクターズ〜恋する気持ち〜（2016年、SBS） - ユ・ヘジョン 役
- タンタラ（2016年、SBS） - アシスタントマネージャー役[13]第3話にカメオ出演
- 恋するシャイニング★スター〜気になる彼は星いくつ!?〜（2016年、WEB） - コンビニエンスストアの店員役[14]第８話にカメオ出演
- 愛の温度（2017年、SBS） - ユ・ヘジョン 役（第21話にカメオ出演）
- アルハンブラ宮殿の思い出（2018年、tvN） - チョン・ヒジュ 役
- シーシュポス: The Myth（2021年、JTBC）- カン・ソヘ役
- ドクタースランプ（2024年、JTBC・Netflix） - ナム・ハヌル 役
- 悪魔なカノジョは裁判官（2024年、SBS）- カン・ビンナ役

### 映画
- とかげの可愛い嘘（2006年） - ピョン・ピョンジャ 役
- 伝説の故郷-双子の姉妹秘死（2007年） - ソヨン／ヒョジン 役
- シラノ恋愛操作団（2010年） - ミニョン 役
- 7番房の奇跡（2013年） - イェスン 役
- 恋のじゃんけん（2013年） - ウニ 役
- 尚衣院－サンイウォン―（2014年） - 王妃 役
- ビューティー・インサイド（2015年） - ウジン 役（カメオ出演）
- あの日、兄貴が灯した光（2016年） - イ・スヒョン 役
- 沈黙、愛（2017年） - チェ・ヒジョン 役
- ザ・コール（2019年） - ソヨン 役
- #生きている（2020年） - キム・ユビン 役

### 声優
- 2010年 アニメ『大切な日の夢』

### CM
- 2004年 マクドナルド（グォ・ジンジンと）
- 2004年 ポカリスエット
- 2004年 Ssamzie Sports
- 2004年 Sugaray
- 2004年 LG Telecom Aladdin
- 2006年 クライド（チュ・ジフンと）
- 2006年 KTF Bigi(キム・ボム、パク・ミョンスと）
- 2007年 ノンシムヌードル（キム・ドンウクと）
- 2008年 HAPPY POINT CARD
- 2008年 Gーマーケットスターショップ
- 2008年 ETUDE HOUSE(チャン・グンソクと）
- 2009年 コカ・コーラ ダイナミックキン（キム・ヒョンジュンと）
- 2009年 ETUDE HOUSE（イ・ミンホと）
- 2010年 Garden5（チャン・グンソクと）
- 2011年 コデズコンバイン（チャン・グンソクと）
- 2011年 ペペロ
- 2012年 MBC MUSIC Channel
- 2013年 マーケットオーリアルチョコレート
- 2013年 ENPRANI-I'm Cera Good Cera編-
- 2013年 ジョブサランバン
- 2013年 ベジミル グリーンティーラテ
- 2013年 光州ジョブ広間
- 2014年 メディアンデンタル（ユ・ヨンソクと）

### 広告モデル
- 2011年 化粧品 ETUDE HOUSE
- 2012年 化粧品 コウンセサン
- 2013年 Kolon Sports(ユン・ゲサンと）
- 2013年 FUJIFILM instaxmini （パク・セヨンと）
- 2013年 マーケットオーチョコレート（ユン・シユン、キム・ジフンなどと）
- 2013年 SONOVI
- 2013年 educar
- 2013年 Holika-Holika(チョン・イルと）
- 2013年 JAMBANGEE(イ・ジョンソクと）
- 2013年 ベジミル
- 2014年 中国統一飲料 トンイ（チャン・グンソクと）
- 2014-2017年 マモンド
- 2014年 JANBANGEE(アン・ジェヒョンと）
- 2014年 デリバリー・アプリ・ブランド 「ヨギヨ」
- 2014-2017年 BRUNO MAGLI
- 2014年 AGATHA PARIS
- 2014年 MILLET(BIGBANG・T.O.Pと）
- 2014年 MEDIAN
- 2014年 ロッテ免税店（チャン・グンソクと）
- 2014年 VISAカード
- 2015年 MILLET(イ・ジョンソクと）
- 2015年 VIKI
- 2015年 MIND BRIGE(ソンジュンと)
- 2015年 中国 MIND BRIGE（パク・ヘジンと）
- 2015年 中国 Rapido
- 2015年 ロッテ百貨店（ユ・スンホと）
- 2015年 中国 Ryo シャンプー
- 2015年 中国 Hstyle
- 2016年  Alton Sports
- 2016年 VISA
- 2016年  ROEM
- 2016年- スワロフスキー
- 2017年　呂
- 2018年　ARITAUM
- 2019年　OLIVIA BURTON
- 2020年　MOJO.S.PHINE

### MC
- SBS人気歌謡（2004年）イ・スンギと
- 幻想のパートナー（2007-2008年 MBC、MC）
- Melon Music Awards（2009年 総合司会のチャン・グンソクと共同MC）
- SBS歌謡大賞[15]（2009年 ジョン・ヨンファと共同MC）
- ソウル文化芸術賞(2010年、MC)
- 韓流ドリームコンサート（2011年 オク・テギョンとチョ・ミンホと共同MC）
- Melon Music Awards（2011年 イトゥク、ユン・ドゥジュンと共同MC）
- KPOP コレクション沖縄(2012年 イ・スンギと総合司会)
- 2012 香港 Mnet Asian Music Awards（プレゼンターとして出席）
- 2014 SBS演技大賞（2014年 イ・フィジェ、パク・ソジュンとMC）

## 音楽活動

### ミュージックビデオ
- 2003年 花（イ・スンファン）
- 2003年 愛していますか（イ・スンファン）
- 2004年 尋ねる（イ・スンファン）
- 2004年 フェーク ラブソング（ポチュン クッキー）
- 2006年 手紙（キム・ジョングク）
- 2007年 健全和合歌謡（イ・スンファン）
- 2008年 ぶりっ子（45rpm）
- 2009年 Superstar（テグン）
- 2009年 Call me (テグン）
- 2012年 恋愛時代（イ・スンギ）
- 2013年 消しゴム（ソ・ジソブ）
- 2014年 My Dear（パク・シネ）
- 2014年 You Are So Beautiful（パク・シネ、SUPER JUNIOR、EXOなど）
- 2015年 Insensible（イ・ホンギ）
- 2017年 願い チョン・ジュニル
- 2021年 Dvwn「自由飛行」

### DJ
- ボリュームを高めてください[16]（2010年 KBSラジオ89.1Hz 8月2日から8月4日の三日間の特別DJ）

### ラジオ
- イ・ホンギのKISS THE RADIO 初回ゲスト（2016年）

### 楽曲参加
- 2006 Love Rain(天国の樹OST）
- 2007 ジングル Ha-Day	feat. イ・スンファン、45rpm（アルバム収録曲）
- 2009 言葉もなく（美男ですねOST)
- 2009 Lovely Day（美男ですねOST）
- 2011 あなただったのですね feat.イ・ミンジュン（シラノ恋愛操作団OST)
- 2011 宇宙から feat.ソン・チャンウィ（アニメ「大切な日の夢」OST)
- 2011 愛するようになる日 (オレのことスキでしょ。OST）
- 2011 そうだね忘れるね（オレのことスキでしょ。OST)
- 2012 I Think of You feat.ユン・ゴン（番組「その女作詞、その男作曲」で制作）
- 2012 記憶とは愛よりも（心配しないで、おばけですOST)
- 2013 真っ黒に（となりの美男OST）
- 2013 ストーリー（相続者たちOST)
- 2013 あなたは別れ、私はまだ（standing Eggの曲のカバー）
- 2014 腕枕（デジタルシングル）
- 2014 花 feat.パク・シンウォン（パク・シネの実兄と共同作詞）
- 2014 恋は雪のように（ピノキオOST）
- 2015 Dreaming a Dream(ピノキオOST)
- 2015 完璧です  feat. SALTNPAPER（作詞：Tablo)

## バラエティー、リアリティ番組,ドキュメンタリー
- 2004年 ノンストップ4/73話（MBC）
- 2007年 ハッピーサンデー エピソード２にゲスト出演（KBS2）
- 2007年 ハッピートゥギャザー ゲスト出演（KBS2）
- 2007年 ホラーミッション タク・ジェフンとともゲスト出演（KBS2)
- 2009年 愛のリクエスト エピソード582 （KBS)
- 2009年 O'live TV It City, Park Shin Hye in New Caledonia, Take it! Paradise
- 2009年 O'live TV It City, Park Shin Hye Healing Trip to Hong Kong
- 2010年 サンデーナイト エピソード11にゲスト出演（MBC)
- 2010年 ハッピートゥギャザー エピソード163にイ・ミンジュンとともにゲスト出演 （KBS2)
- 2011年 ウィンウィン エピソード13にチュ・サンウクとともに出演（KBS2)
- 2011年 デイデイアップ（中国バラエティ）ゲスト出演（Hunan TV)
- 2011年 2011世界食料デーMBC飢餓対策キャンペーン「STOP HUNGER」
- 2012年 ワンソング〜その女作詞、その男作曲〜 ユン・ゴンとともに出演 (MBC)[17]。
- 2012年 ランニングマン エピソード120、121にイ・スンギとともに出演（SBS)
- 2012年 強心臓 エピソード159、160にユン・シユン、キミ・ジフンとともに出演(SBS)
- 2012年 タクシー エピソード270にユン・シユンとともに出演（TvN)
- 2013年 ランニングマン エピソード166にキム・ウビン、チェ・ジニョクとともに出演（SBS)
- 2013年 トップ・ギア・コリア4 エピソード10にゲスト出演（XTM)
- 2013年 Photo Camping Log(Onstyle)パク・セヨンとともに
- 2014年 一泊二日 エピソード34にゲスト出演（KBS2)
- 2014年 インフィニット・チャレンジ エピソード374、375にゲスト出演（MBC)
- 2014年 帯你看星星 中国バラエティ番組にゲスト出演(JSTV)
- 2015年 チョン・ヨンファのホログラム(Mnetリアリティ番組）
- 2015年 元宵喜楽会 中国番組に出演（湖南衛星テレビ）
- 2015年 3食ごはん シーズン2 エピソード2、3にゲスト出演（tvN)
- 2015年 ソムナムソムニョ エピソード6にゲスト出演（SBS)
- 2016年 ランニングマン エピソード304にイ・ソンギョン、ユン・ギュンサン、キム・ミンソクとともに出演（SBS)
- 2018年 森の小さな家 ソ・ジソブとともに出演(tvN)
- 2020年　Humanimal

## ファンミーティング
- 2010-06-26 美男ですねファーストファンミーティング in 日本
- 2010-10-02 A.N. Show in 台北
- 2012-02-24 SSNIZEL, Angel's Birth ファーストソロファンミーティング in 日本
- 2012-07-16 オレのことスキでしょ。ファンミーティング in 日本
- 2013-03-16 “Kiss of Angel” アジアツアーファンミーティング in マニラ
- 2013-03-24 “Kiss of Angel” アジアツアーファンミーティング in 東京
- 2013-05-18 “"Kiss of Angel” アジアツアーファンミーティング in 上海
- 2013-06-29 “Kiss of Angel” アジアツアーファンミーティング in バンコク
- 2013-12-21 パク・シネ's クリスマススペシャルプレゼント in 東京
- 2014-05-01 パク・シネワールドツアー : Story of Angel in NY
- 2014-07-19 パク・シネワールドツアー : Story of Angel in 大阪
- 2014-07-20 パク・シネワールドツアー : Story of Angel in 東京
- 2014-07-26 パク・シネワールドツアー : Story of Angel in 上海
- 2014-08-02 パク・シネワールドツアー : Story of Angel in 重慶
- 2014-08-03 パク・シネワールドツアー : Story of Angel in 深圳
- 2014-08-09 パク・シネワールドツアー : Story of Angel in 長沙
- 2014-08-10 パク・シネワールドツアー : Story of Angel in 北京
- 2014-09-14 パク・シネワールドツアー : Story of Angel in 台北
- 2014-09-20 パク・シネワールドツアー : Story of Angel in バンコク
- 2015-03-15 パク・シネワールドツアー : Dream of Angel in 東京
- 2015-03-28 パク・シネワールドツアー : Dream of Angel in 上海
- 2015-06-13 パク・シネワールドツアー : Dream of Angel in 香港
- 2015-08-16 パク・シネワールドツアー : Dream of Angel in 台北
- 2015-08-29 パク・シネワールドツアー : Dream of Angel in 深圳
- 2015-09-12 パク・シネワールドツアー : Dream of Angel in 成都
- 2017-06-10  2017 Park Shin Hye Asia Tour Flower of Angel in Hong Kong
- 2017-07-01  2017 Park Shin Hye Asia Tour Flower of Angel in Taiwan
- 2017-07-28  2017 Park Shin Hye Asia Tour Flower of Angel in Manila
- 2017-11-05  2017 Park Shin Hye Asia Tour Flower of Angel in Tokyo
- 2019-12-08 PARK SHIN HYE FANMEETING-Voice of Angel

## コレクション
- 2008 ソウルコレクション
- 2011 東京ガールズコレクション in 北京 (TGC)
- 2012 東京ガールズコレクション in 上海 (TGC)
- 2015 2015 F/W ソウルファッションウィーク
- 2015 CHANEL 2015-2016クルーズ
- 2015 CHANEL 2016 SPRING/SUMMER READY-TO-WEAR COLLECTION PRESENTATION
- 2015 2016 S/S ソウルファッションウィーク
- 2016 CHANEL 2016 F/Wファッションショー
- 2017 CHANEL 2017 春夏オートクチュールコレクション
- 2017 CHANEL 2018 春夏コレクションショー

## 広報大使
- 2009年 ソウル国際漫画アニメーションフェスティバルの広報大使
- 2010年 全州国際映画祭 （ソン・ジュンギとともに）
- 2011年ー 飢餓対策広報大使
- 2012年 大鐘賞映画祭の広報大使（チュ・サンウクとともに）
- 2013年 特許庁の偽造商品の購入根絶キャンペーンの広報大使
- 2014年 中央大学校の広報大使（キム・スヒョン、クォン・ユリ、チョ・スヨンとともに）
- 2014年 知的財産尊重文化拡散のためのキャンペーンの広報大使

## チャリティ活動、寄付
- 2009年、中央大学演劇学科に在籍するパク・イェジン、イ・ヨニ、イ・ユンジ、シン・セギョンとともにファミリーレストランのコマーシャル出演料2億5000万ウォン（約1880万円）全額を大学発展基金として寄付した。
- 2011年、飢餓対策キャンペーン「STOP HUNGER」に参加するため、9月24日から10月2日まで8泊9日の日程で、アフリカ・ガーナでボランティア活動を行った。ガーナのボルガタンガ地域を訪れ、貧困と病気に苦しむアフリカの子供たちに食糧キットを渡し、マラリアにかかった子供たちを病院へ連れて行ったり、蚊帳を買うなどの支援をした。両親がおらず祖母と二人で暮らすアバンネちゃんの体を洗い、自身が母親代わりとなって一緒に買い物をして食事を作るなどした。
- 2012年2月、日本での初めてのファンミーティング「Angel's Birth」において、会場内にJIFHのハンガーゼロ支援コーナーを設置、来会者にパンフレット配布を行った。また、会場出口において行った募金活動で215,341 円の応援を集めた。
- 8月11日、広報大使として活動している飢餓対策地域児童センター『幸せなホームスクール』の子どもたち45人に映画「サミーのアドベンチャー2」を鑑賞する機会をプレゼントした。
- 8月21日にソウルで行われた、韓日文化交流チャリティーイベントにチョン・ヨンファ、イ・ホンギとともに出席し東日本大震災で被害を受け最も被害の大きかった石巻市の雄勝中学校の生徒と交流した。
- 2013年3月、ソウルのギャラリア百貨店で行われたInstyle10周年チャリティーバザー&展示会に出席。6月、オークションに出品し、タイの国立がん研究所に寄付された。12月、ドラマ「相続者たち」で共演したイ・ミンホとともに愛愛バザー会に出席し、ドラマ内で着用した衣装などを出品した。
- 2014年4月、韓国での船舶沈没事故に対し、5000万ウォンの寄付
- 2014年5月、ファッション雑誌『Harper's BAZAAR』で自らデザインしたバッグを公開。このバッグの発売記念イベントの収益金全額をNGO団体に寄付。
- 2014年8月21日午前、映画「尚衣院」で共演したユ・ヨンソクからアイス・バケツ・チャレンジに指名され、22日、所属事務所であるS.A.L.TエンターテインメントのYouTube公式チャンネルを通じて参加した動画を公開した。
- 2015年3月、中国で行われたファンミーティングの収益をNGO団体「韓国国際飢餓対策機構」と中国の遺棄動物保護団体に寄付。また約1年の時間を経て制作された写真集『Park Shin Hye Photobook ♯S (Story of Angel)』の売り上げを、NGO団体「韓国国際飢餓対策機構」の星きらめく天使の村プロジェクトに寄付。4月、ネパールで起こった地震の災害地域に対し、4000万ウォンの寄付
- 2015年9月23日、北京で開かれた「2015 BAZAAR スターチャリティナイト(明星慈善夜)」に韓国代表としてソン・スンホン、RAINとともに出席。
- 2015年10月27日、ソウル鍾路区唐珠洞のフォーシーズンズホテルで行われたファッションマガジン「W KOREA」の「第10回乳がん認識向上キャンペンチャリティーイベント」に出席。
- 2016年11月、国際教護団体の飢餓対策機構の高額後援者の会「ピルラントロフィークラブ」に委嘱した。[18]
- 2016年12月、 西門市場で発生した火災の被害者のために義援金を5000万ウォン寄付。[19]
- 2016年12月、練炭銀行を通じて5000万ウォンを寄付し、家計が苦しい人たちに渡す“愛の練炭”8万3340枚を購入するために使われる予定。[20]
- 2017年6月から開催されるアジアツアーファンミーティングの収益は2013年から引き続き、飢餓対策に寄付され、教育が必要な子供たちのための“星の天使プロジェクト”に使われている。
- 2017年11月21日16日に地震被害を受けた浦項（ポハン）地域の児童のために、5000万ウォン（約500万円）を寄付した 。
- 2018年10月、乳がん認識向上キャンペーンに参加
- 2018年12月、消防士の防火服専用洗濯機20台、5000万ウォン（約500万円）を寄付
- 2019年4月、江原道地域の山火事の被災者たちへ、希望ブリッジ全国災害救護協会を通して3000万ウォン（約300万円）を寄付
- 2019年10月、第14回『W Korea』乳がん向上キャンペーン」チャリティーイベントに参加
- 2020年2月、新型コロナウイルスの影響で生活が困窮している低所得層の児童のために5000万ウォン（約450万円）を寄付
- 2020年8月、集中豪雨の被災者のために、救援団体「希望ブリッジ全国災害救護協会」に1億ウォン（約900万円）を寄付
- 2020年10月、飢餓対策の地域児童センターである幸せなホームスクール夜間保護事業『星明かり学校』に5000万ウォン（約459万円）を寄付

## 写真集
- 『Park Shin Hye Photobook ♯S (Story of Angel)』(2015年３月発売）

NGO団体「韓国国際飢餓対策機構」の星きらめく天使の村プロジェクトのために制作されたもので
写真集の売上金は寄付される。
- 『Park Shin Hye Photobook ♯S (Flower of Angel)』(2017年6月発売）

## 受賞歴
- 2003年 SBS演技大賞 子役賞 （天国の階段）
- 2007年 MBC演技大賞 新人賞 （カクテキ 幸せのかくし味）
- 2009年 SBS演技大賞 ニュースター賞 （美男＜イケメン＞ですね）
- 2009年 SBS演技大賞 ベストカップル賞 (美男ですね) チャン・グンソクとともに受賞
- 2011年 第47回 百想芸術大賞  人気賞
- 2012年 第48回 百想芸術大賞 TV部門女性人気賞 (オレのことスキでしょ。）
- 2012年 KBSドラマ授賞式 特別女優賞（心配しないで、おばけです）
- 2013年 映画評論家協会賞助演女優賞  (7番房の奇跡)
- 2013年 第49回百想芸術大賞 女子人気賞 (7番房の奇跡)
- 2013年 第17回富川国際ファンタスティック映画祭 ファンタジアアワード賞 (7番房の奇跡)
- 2013年 SBS演技大賞 10大スター賞 （相続者たち)
- 2013年 SBS演技大賞 ベストカップル賞  （相続者たち) イ・ミンホとともに受賞
- 2013年 SBS演技大賞 中編ドラマ部門 女性優秀演技賞 （相続者たち)
- 2013年 中国衛生 アンホイドラマアワード 海外最高人気アーティスト賞 （相続者たち)
- 2014年 Kスターアワード2014 人気賞 （相続者たち）
- 2014年 第50回百想芸術大賞 TV部門 人気賞（相続者たち）
- 2014年 SBS演技大賞 10大スター賞 （ピノキオ）
- 2014年 SBS演技大賞 ベストカップル賞 (ピノキオ)イ・ジョンソクとともに受賞
- 2014年 SBS演技大賞 中編ドラマ部門最優秀演技賞 (ピノキオ)
- 2015年 第51回百想芸術大賞 映画部門 女性人気賞
- 2015年 第51回百想芸術大賞 iQIYI スター賞
- 2015年 第6回 大韓民国大衆文化芸術賞 国務総理表彰 受賞
- 2016年 第1回 Asia Artist Awards ドラマ部門ベストアーティスト賞[21]
- 2016年 青龍映画賞（兄貴）
- 2016年 SBS演技大賞 10大スター賞
- 2016年 SBS演技大賞 最優秀演技賞(ドクターズ)
- 2016年 SBS演技大賞 ベストカップル賞（ドクターズ）キム・レウォンとともに受賞
- 2017年 第53回百想芸術大賞 テレビ部門 ベスト女優賞
- 2017年 第2回 Asia Artist Awards アジアアイコン賞
- 2019年　フィランソロピーセレブリティ賞
- 2019年　アジア・フィランソロピー・アワード　特別賞

## 備考
- 新春インタビュー アジア経済(2009年12月30日付)